# Les Joueurs de boules
Les Joueurs de boules est un tableau réalisé en 1908 par l'artiste français Henri Matisse. Le tableau montre trois jeunes hommes, probablement Matisse, fils et neveu, en train de jouer à un jeu de boules. Matisse voit le jeu comme une manifestation de la créativité de l'homme, et un instrument à utiliser dans la compréhension des codes de la vie. La peinture fait partie des séries de Matisse sur « l'Âge d'Or » de l'homme. Elle a fait partie de la collection de Sergueï Chtchoukine avant la Révolution d'octobre de 1917. Elle se trouve maintenant dans la collection de L'Ermitage, à Saint-Pétersbourg, en Russie.